# Barbette (mode)
Pour les articles homonymes, voir Barbette (homonymie).

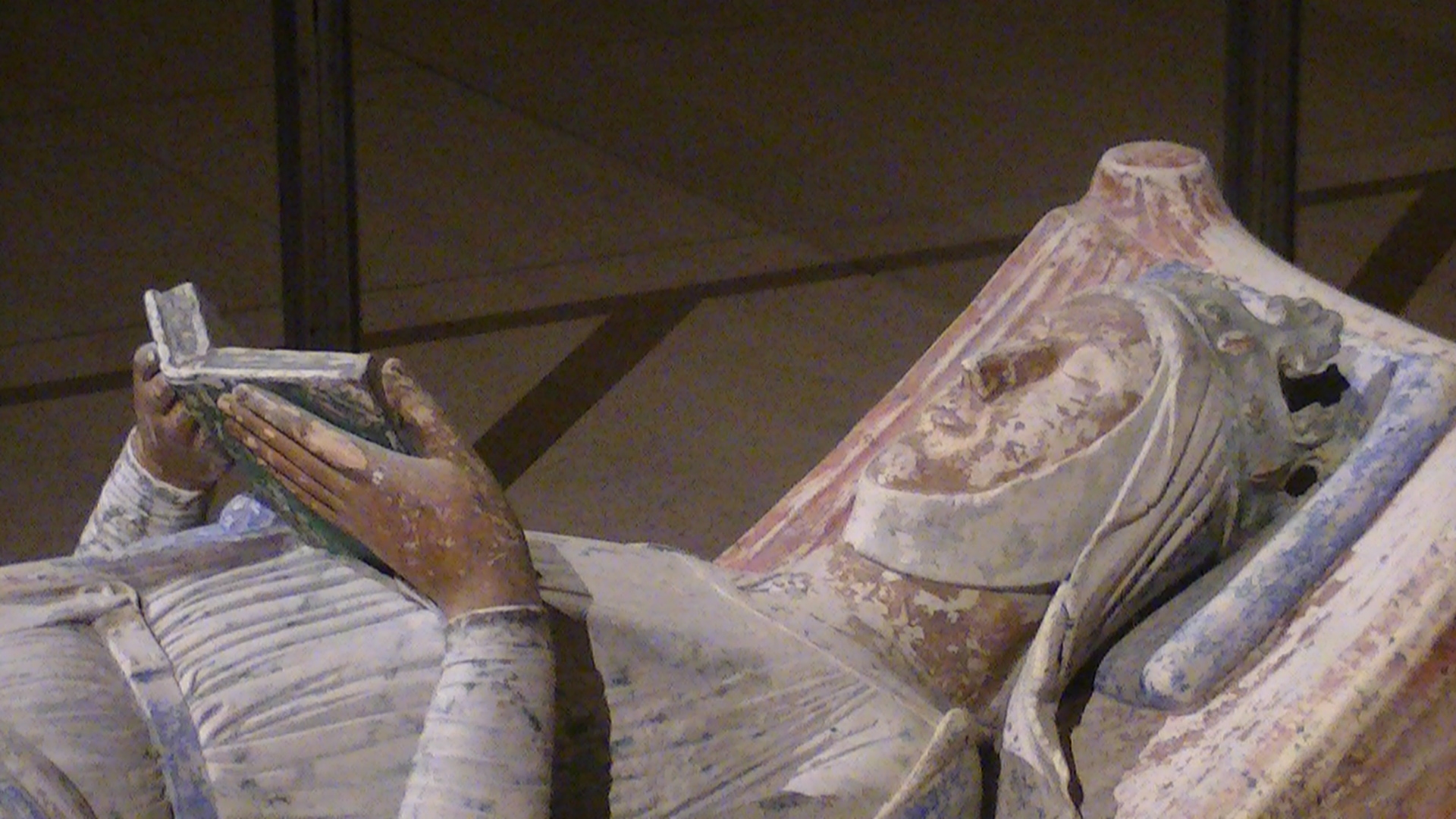
Aliénor d'Aquitaine.

La barbette est une légère pièce de lin, portée au Moyen Âge, généralement en même temps qu'un autre couvre-chef. Elle passait sous le menton et était fixée sur les côtés, pour couvrir les oreilles, le cou et parfois le menton, d'où son nom évoquant la barbe. Elle fut principalement portée du XIIe siècle au XIVe siècle, plus rarement au début du XVe siècle.

## Galerie

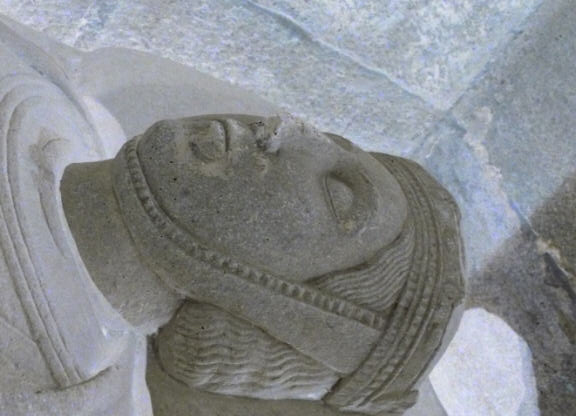
Bérengère de Barcelone

Le Codex Manesse, début du XIVe siècle
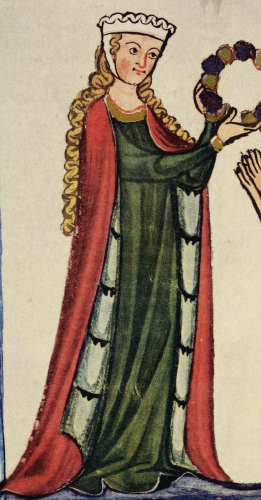
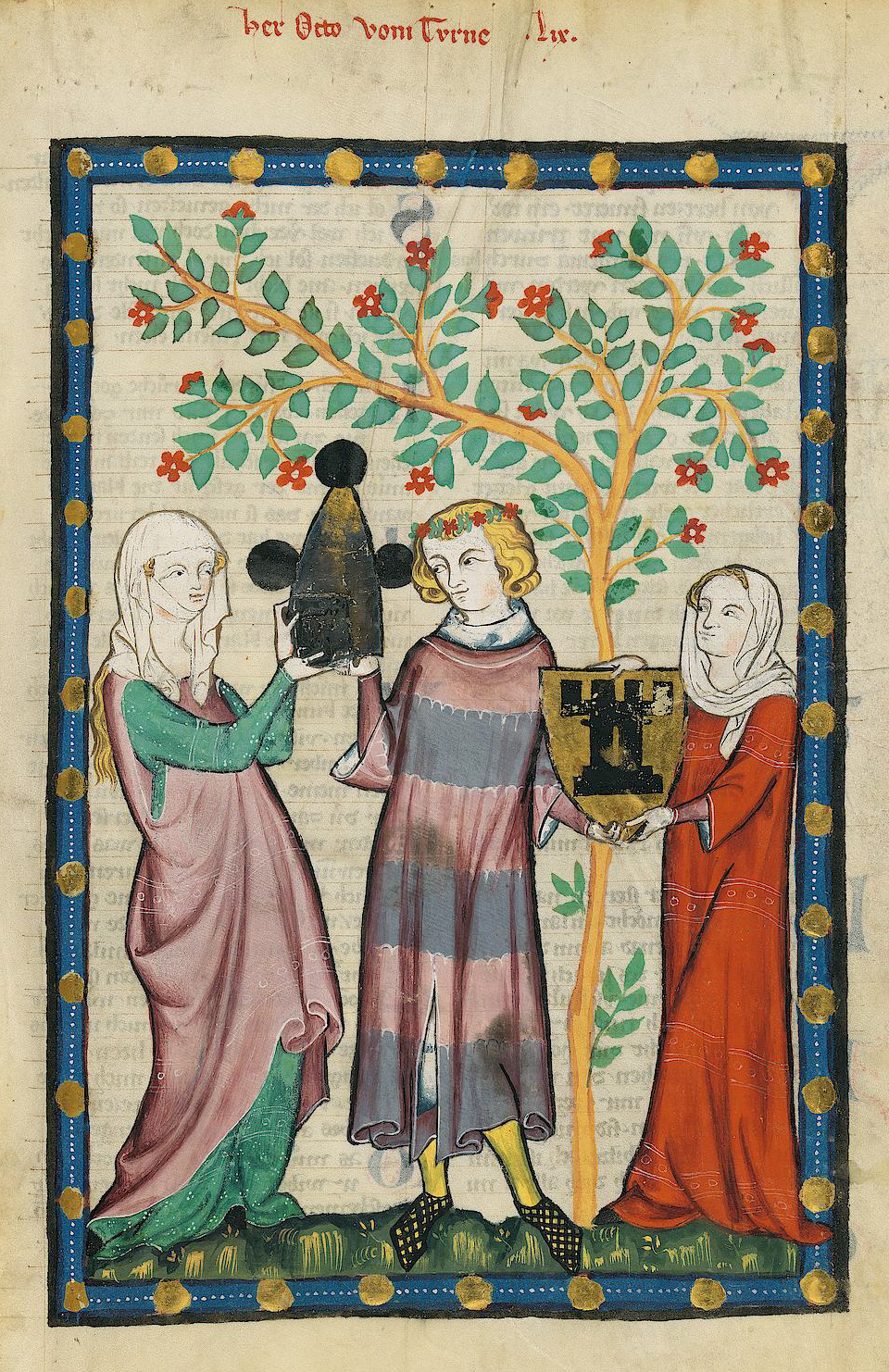
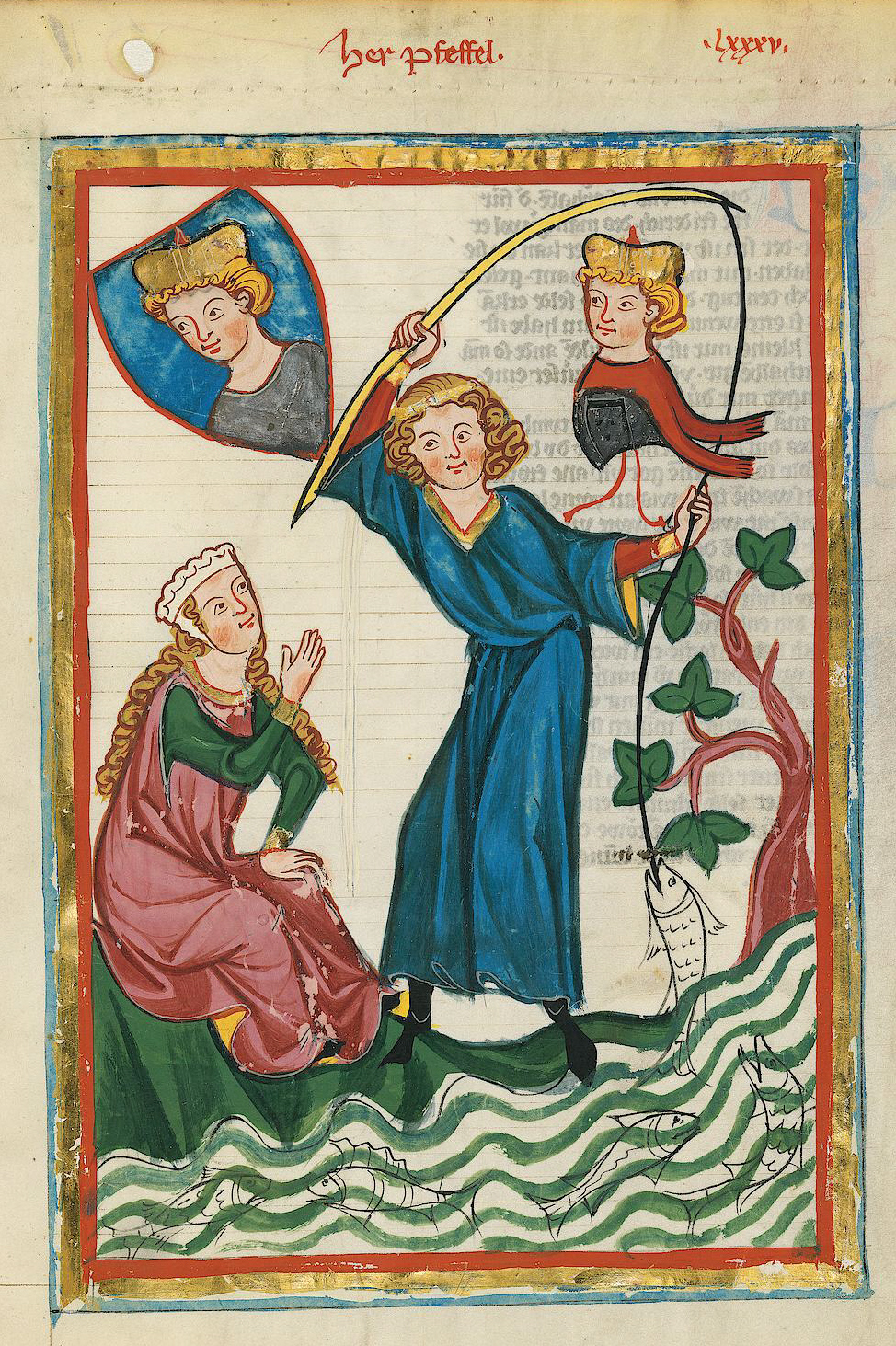